# Quốc lộ Quản Lộ – Phụng Hiệp
Quốc lộ Quản Lộ – Phụng Hiệp là một tuyến quốc lộ đi qua thành phố Cần Thơ và tỉnh Cà Mau, chạy song song tuyến kênh Quản Lộ - Phụng Hiệp. Điểm khởi đầu tại phường Ngã Bảy (thành phố Cần Thơ) và điểm cuối là phường Tân Thành (tỉnh Cà Mau).
Tuyến quốc lộ này giúp phá thế độc đạo của Quốc lộ 1 ở vùng này, và rút ngắn được hơn 40 km từ Cần Thơ đi Cà Mau.
Quốc lộ Quản Lộ – Phụng Hiệp được phê duyệt theo Quyết định 3295/QĐ - BGTVT ngày 2 tháng 11 năm 2004 của Bộ Giao thông Vận tải Việt Nam, được khởi công vào tháng 12 năm 2005 và thông xe ngày 19 tháng 5 năm 2011, có tổng chiều dài 119,3 km và theo tiêu chuẩn đường cấp IV đồng bằng.
Đến thời điểm tháng 11/2019, tuyến đường này xuống cấp và đã được Chính phủ chấp thuận cấp 900 tỷ nâng cấp mặt đường.

## Hướng tuyến
Km0 bắt đầu tại giao lộ vòng xoay với đường Quốc lộ 1A tại Thành phố Ngã Bảy ngay trước cổng chào thành phố. Tuyến đi về hướng Bắc vòng lên khu Hành chính Thành phố Ngã Bảy, vượt kênh Cái Côn bằng cầu Cái Côn. Tuyến đi thẳng 2 km rồi đi về hướng nam về Thành phố Cà Mau. Trước khi vựot sông Maspero bằng Cầu Sóc Trăng, QL Quản Lộ Phụng Hiệp sẽ giao lại với Quốc lộ 1A bằng nút giao bán hoa thị. Đoạn tuyến này đi trùng và được dùng với tên gọi Đường tránh Ngã Bảy. Vượt cầu Sóc Trăng tuyến cơ bản bám theo kênh Quản Lộ Phụng Hiệp, có giao cắt với đường QL61B tại vòng xoay Thị xã Ngã Năm. Tại Thành phố Cà Mau, tuyến đường được gọi với tên Trần Hưng Đạo (đoạn từ cầu Cái Nhúc đến Ba tháng Hai) và đường Ba tháng Hai đến giao với Quốc lộ 1A (đường Lý Thường Kiệt) lần cuối.